# Pyramica gemella
Pyramica gemella är en myrart som först beskrevs av Kempf 1975.  Pyramica gemella ingår i släktet Pyramica och familjen myror. Inga underarter finns listade i Catalogue of Life.